# The Girl with the Dragon Tattoo (trilha sonora)
The Girl with the Dragon Tattoo é a trilha sonora por Trent Reznor e Atticus Ross para o filme de mesmo nome dirigido por David Fincher. O álbum foi lançado em 9 de dezembro de 2011. Está é a segunda trilha sonora que Reznor e Ross trabalham juntos, com a primeira sendo a vencedora do Oscar para The Social Network, também dirigido por Fincher.
A trilha sonora tem quase três horas de duração, e também inclui versões cover de "Immigrant Song", de Led Zeppelin, por Karen O, e "Is Your Love Strong Enough?", de Bryan Ferry, pelo projeto paralelo de Reznor e Ross, How to Destroy Angels; a primeira estreou na rádio KROQ-FM no dia 2 de dezembro de 2011, e foi disponível para download para qualquer um que comprasse o álbum na pré-venda na iTunes Store. Além disso, o arquivo vinha acompanhado de um trailer estendido de 8 minutos do filme, com sua trilha sonora feita especificamente por Reznor e Ross.
No dia 2 de dezembro, um sampler com seis faixas da trilha sonora foi disponível online junto com a pré-venda de vários formatos diferentes do álbum.

## Divulgação
Um teaser trailer do filme foi lançado na internet em 2 de junho de 2011 contendo uma versão cover da canção "Immigrant Song", de Led Zeppelin, por Reznor, Ross e Karen O. No dia 10 de agosto, o website oficial do filme foi atualizado para ter música de fundo. Como foi o caso de "Hands Covers Bruise" no website oficial de The Social Network, essa música de fundo foi a primeira peça da trilha sonora que ficou disponível para ser ouvida. Um trailer completo para o filme foi lançado no dia 22 de setembro, mais uma vez com músicas da trilha sonora, a primeira vez que a trilha foi utilizada junto com imagens do filme.

### Mouth Taped Shut
Um blogue no Tumblr chamado Mouth Taped Shut foi lançado em 20 de agosto de 2011, lançando fotografias de bastidores da produção do filme. Em 3 de outubro, o blogue postou um vídeo no YouTube de pôsteres promocionais do filme sendo impressos, com música de fundo de Reznor e Ross. O blogue também foi usado para divulgar fotos da produção da trilha sonora.

#### ...Comes Forth in the Thaw
Um imagem postada em Mouth Taped Shut mostrava Reznor trabalhando na trilha sonora em um estúdio. Olhando a foto mais atentamente, descobriu-se que no monitor de seu computador havia uma url, comesforthinthethaw.com, que levava a um site com várias fotos do filme acompanhadas por vários trechos da trilha sonora.

## Lançamento
The Girl with the Dragon Tattoo foi liberado para a pré-venda online em 2 de dezembro de 2011 atavés da gravadora de Reznor, a The Null Corporation, em um número de formatos diferentes por vários preços. Cópias digitais foram lançadas em 9 de dezembro, enquanto cópias físicas do álbum foram distribuidas pela Mute Records em 27 de dezembro em CD, com uma edição "De Luxo" sendo lançada em 6 de fevereiro. A menor embalagem da trilha sonora contém o álbum inteiro em 320 kbps no formato MP3, disponível para download diretamente do site oficial com o preço de US$ 12. Uma versão HD Digital inclui uma opção para Apple Lossless ou FLAC por US$ 14. Uma versão física padrão está disponível por US$ 14 e inclui três CDs guardados em digipak de oito painéis com um estojo de "gelo", junto com uma versão digital entregue em MP3 de 320 kbps. Uma "Edição de Luxo" custando US$ 300 inclui 6 LPs de vinil com uma capa de metal no estojo de "gelo" feito de plástico duro, um pingente USB exclusivo de 8 GB no formato de uma lâmina de barbear (inspirado pelo colar de Lisbeth Salander) contendo o álbum completo em áudio 96k, um pôster desenhado por Neil Kellerhouse, e uma cópia HD Digital nos formatos Apple Lossless, FLAC ou 320 kbps MP3.
No dia de lançamento do sampler de seis faixas, Reznor escreveu sobre o álbum no site oficial do Nine Inch Nails:
| “ | Nos últimos quatorze meses, Atticus e eu trabalhamos duro em The Girl with the Dragon Tattoo de David Fincher. Nós rimos, nós choramos, nós perdemos nossas cabeças e no processo fizemos algumas das músicas mais lindas e perturbadoras de nossas carreiras. O resultado é uma obra extensa de três horas de duração que estamos felizes em anunciar que está disponível na pré-venda agora por apenas US$ 11.99. O lançamento completo estará disponível em uma semana - 9 de dezembro. [...] Atticus e eu estamos orgulhosos do filme e de nosso trabalho, esperamos que gostem. | ” |

## Faixas
Todas as músicas foram escritas e compostas por Trent Reznor e Atticus Ross, exceto quando há indicação do contrário.
| Disco 1        |                                |                          |         |  |
| N.º            | Título                         | Compositor(es)           | Duração |  |
| 1.             | "Immigrant Song" (com Karen O) | Jimmy Page, Robert Plant | 2:47    |  |
| 2.             | "She Reminds Me Of You"        |                          | 4:25    |  |
| 3.             | "People Lie All The Time"      |                          | 4:10    |  |
| 4.             | "Pinned And Mounted"           |                          | 5:04    |  |
| 5.             | "Perihelion"                   |                          | 6:01    |  |
| 6.             | "What If We Could?"            |                          | 4:08    |  |
| 7.             | "With The Flies"               |                          | 7:41    |  |
| 8.             | "Hidden In Snow"               |                          | 5:19    |  |
| 9.             | "A Thousand Details"           |                          | 3:58    |  |
| 10.            | "One Particular Moment"        |                          | 7:00    |  |
| 11.            | "I Can't Take It Anymore"      |                          | 1:48    |  |
| 12.            | "How Brittle The Bones"        |                          | 1:49    |  |
| 13.            | "Please Take Your Hand Away"   |                          | 6:00    |  |
| Duração total: | Duração total:                 | Duração total:           | 60:10   |  |

| Disco 2        |                                            |         |  |
| N.º            | Título                                     | Duração |  |
| 1.             | "Cut Into Pieces"                          | 4:03    |  |
| 2.             | "The Splinter"                             | 2:32    |  |
| 3.             | "An Itch"                                  | 4:09    |  |
| 4.             | "Hypomania"                                | 5:47    |  |
| 5.             | "Under The Midnight Sun"                   | 7:01    |  |
| 6.             | "Aphelion"                                 | 3:33    |  |
| 7.             | "You're Here"                              | 3:29    |  |
| 8.             | "The Same As The Others"                   | 3:08    |  |
| 9.             | "A Pause For Reflection"                   | 4:11    |  |
| 10.            | "While Waiting"                            | 2:17    |  |
| 11.            | "The Seconds Drag"                         | 4:33    |  |
| 12.            | "Later Into The Night"                     | 4:55    |  |
| 13.            | "Parallel Timeline With Alternate Outcome" | 6:32    |  |
| Duração total: | Duração total:                             | 56:10   |  |

| Disco 3        |                                                                        |                |         |  |
| N.º            | Título                                                                 | Compositor(es) | Duração |  |
| 1.             | "Another Way Of Caring"                                                |                | 7:02    |  |
| 2.             | "A Viable Construct"                                                   |                | 3:14    |  |
| 3.             | "Revealed In The Thaw"                                                 |                | 2:47    |  |
| 4.             | "Millennia"                                                            |                | 1:19    |  |
| 5.             | "We Could Wait Forever"                                                |                | 4:21    |  |
| 6.             | "Oraculum"                                                             |                | 8:21    |  |
| 7.             | "Great Bird Of Prey"                                                   |                | 5:19    |  |
| 8.             | "The Heretics"                                                         |                | 5:20    |  |
| 9.             | "A Pair Of Doves"                                                      |                | 2:02    |  |
| 10.            | "Infiltrator"                                                          |                | 7:03    |  |
| 11.            | "The Sound Of Forgetting"                                              |                | 2:30    |  |
| 12.            | "Of Secrets"                                                           |                | 3:25    |  |
| 13.            | "Is Your Love Strong Enough?" (interpretado por How to Destroy Angels) | Bryan Ferry    | 4:30    |  |
| Duração total: | Duração total:                                                         | Duração total: | 57:14   |  |

### Sampler de seis faixas

Capa do sampler de seis faixas.

Todas as músicas foram escritas e compostas por Reznor e Ross.
| N.º            | Título                       | Duração |  |
| 1.             | "Hidden In Snow"             | 5:19    |  |
| 2.             | "People Lie All The Time"    | 4:08    |  |
| 3.             | "What If We Could?"          | 3:59    |  |
| 4.             | "Oraculum"                   | 8:16    |  |
| 5.             | "Please Take Your Hand Away" | 5:53    |  |
| 6.             | "Under The Midnight Sum"     | 6:59    |  |
| Duração total: | Duração total:               | 34:34   |  |

## Créditos
Créditos de The Girl with the Dragon Tattoo adaptados do encarte do álbum:
| - Trent Reznor e Atticus Ross — composição, arranjos, performance, programação e produção - Karen O — vocais (1) - Mariqueen Maandig — vocais (11, 23, 30, 35, 39) - How to Destroy Angels — performance (39) - Blumpy — engenheiro - Alan Moulder — mixagem (1, 3,5, 6, 8, 11, 13, 14, 16, 17, 18, 21, 23, 24, 25, 26, 29, 30, 33, 35, 38, 39) - Michael Patterson — mixagem (2, 4, 7, 9, 10, 12, 15, 19, 20, 22, 27, 28, 31, 32, 36, 37) - Rob Sheridan — direção de arte - Neil Kellerhouse — capa - Jean-Baptiste Mondino — fotografia - Tom Baker (na Precision Mastering) — masterização | - David Fincher — produção executiva - Scott Rudin — produção executiva - Lia Vollack (para a Columbia Pictures) — executiva encarregada de música - Paul Kremen — consultor - Ren Klyce, Ceán Chaffin, Claudia Sarne, Susan Bonds, Alex Lieu, 42 Entertainment, Daniel Miller, Tim Ahlering, Raul Perez, Shelly Bunge, Andrea McKee, Brett Bachemein, Angela Sidlow, Larry Kohorn, Tara-Beaudine-Moore, Valerie Caton, Neil Ross, Fred de Jong, Michelle Jubelirer, Don Kennedy, Arif Mahmud, Gary Stiffleman, David Byrne, Irina Volodarsky, Doug Mark, Paul Friedman, Tony Ciulla e Laura Haber — agradecimentos especiais |